# Escítia Menor

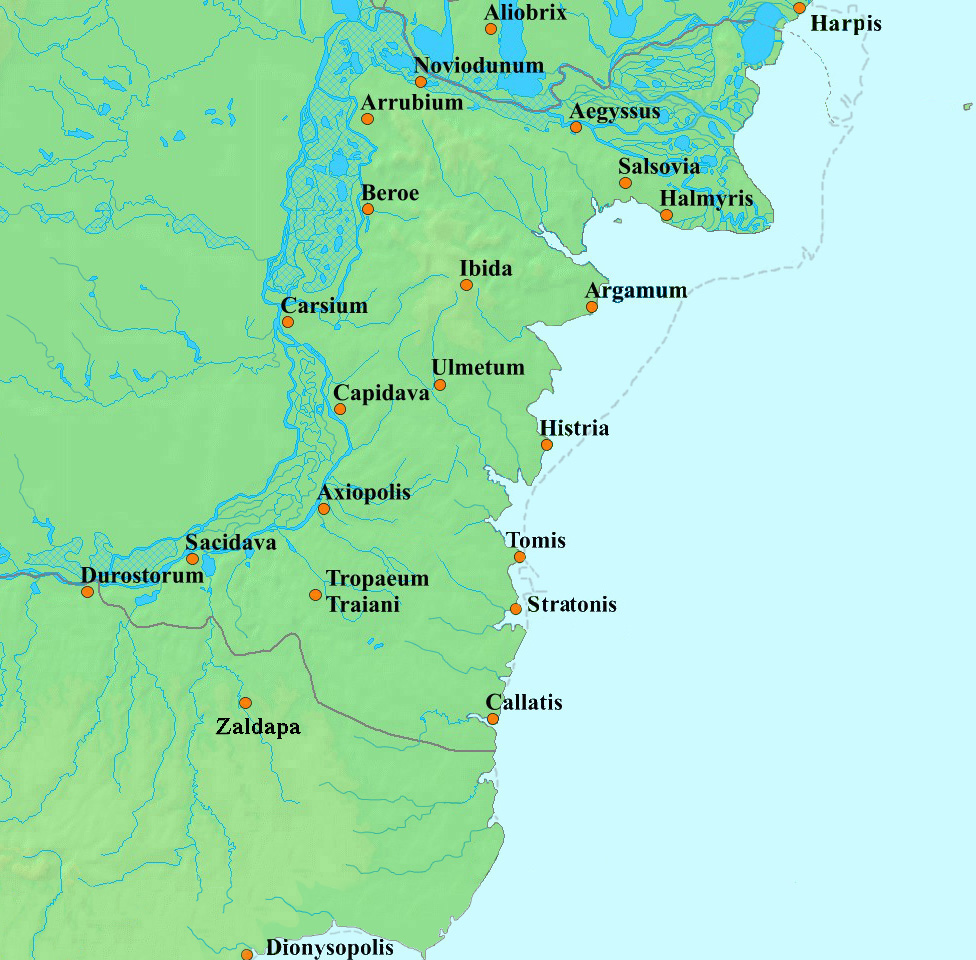
Colonies gregues i ciutats de l'imperi a Escítia

Escítia Menor (en llatí Scythia Minor, en grec antic Μικρά Σκυθία ' Mikrá Skythia') va ser una antiga regió situada al sud de la boca del Danubi que l'envoltava per l'oest i pel nord, a l'est de la costa de la mar Negra. Equivaldria aproximadament a la moderna Dobrudja, repartida entre Romania i Bulgària.
A partir del segle vii aC es van establir a la zona algunes colònies gregues. El país estava poblat per pobles d'origen traci dels que els getes i els dacis n'eren una branca. La regió la va descriure Heròdot, que anomenava Escítia al territori situat al nord del Danubi però el nom s'havia estès a aquesta zona al sud del riu al segle ii aC (i probablement ja al segle iii aC) per les invasions dels sàrmates, escites i celtes. Per distingir-la de la resta de l'Escítia se la va anomenar Escítia Menor i el primer que va usar el terme va ser Estrabó al segle i.
Durant un temps va formar part del regne de Dàcia, al segle i i al començament del segle ii la va conquerir Trajà amb tot el regne i la va incorporar a la Mèsia Inferior. Cap a l'any 294 es va considerar una província separada amb el nom d'Escítia. Inclosa a l'Imperi Romà Oriental, després Imperi Romà d'Orient, va tornar a ser anomenada Escítia Menor al segle v. El nom va desaparèixer al segle vii quan la regió va quedar en poder dels búlgars.